# Улица Маршала Тимошенко (Москва)
У́лица Ма́ршала Тимоше́нко (название утверждено 29 апреля 1975 года) — улица в Западном административном округе города Москвы на территории района Кунцево. Расположена между улицей Академика Павлова и Рублёвским шоссе.
Пролегает сначала с юго-востока на северо-запад, начинаясь от улицы Академика Павлова, далее поворачивает направо, на северо-восток, и идёт параллельно улице Академика Павлова до Рублёвского шоссе. Нумерация домов начинается от улицы Академика Павлова.

## Происхождение названия
Названа в 1975 году в честь С. К. Тимошенко (1895—1970), Маршала Советского Союза, дважды Героя Советского Союза. Участник Первой мировой и Гражданской войн. В советско-финской войне 1939—1940 годов командовал войсками Северо-Западного фронта. В 1940 году — июле 1941 года — народный комиссар обороны СССР. В начальный период Великой Отечественной войны командовал фронтами, позже был представителем Ставки ВГК. После войны командовал войсками ряда военных округов.
На домах № 4 и 40 в советское время были установлены мемориальные доски. Новая доска была установлена в 2010 году в честь 65-летия Победы на стене дома № 46.

## История
Формирование улицы началось в середине 1950-х годов с началом строительства корпусов Загородной больницы (ЦКБ), а также посёлка для обслуживающего персонала и других вспомогательных зданий. Первоначально будущая улица представляла собой безымянный проезд, проложенный через сосновые лесопосадки Серебряноборского лесничества перпендикулярно Рублёвскому шоссе. Начинаясь от него, проезд спускался в низину (долину речки Фильки), пересекал её и опять поднимался в гору, заканчиваясь у соснового леса.
Посёлок Загородной больницы в конце проезда строился в 1955—1957 годах, тогда же были сооружены котельная, автобаза, прачечная, поликлиника. К северо-западу от низшей точки проезда, где русло Фильки было убрано в трубу, находился пруд неправильной формы. В дальнейшем он стал излюбленным местом отдыха больных, проходящих лечение в ЦКБ.
Ближе к Рублёвскому шоссе было построено здание больничного морга (старого). Чуть позже рядом с моргом построили медицинское училище, занятия в котором начались 5 сентября 1960 года.
Длительное время протяжённый безымянный проезд оставался незастроенным жилыми зданиями. Окружённый с обеих сторон тёмными хвойными лесопосадками и густым кустарником, он производил на редких прохожих довольно мрачное впечатление. Благодаря единственному находившемуся на этом участке зданию — старому моргу (затем был построен ещё и новый, а здание медучилища находилось в стороне от проезда и не оживляло пейзажа), будущая улица в 1960-е — 1970-е годы получила у местных жителей мрачно-ироничное прозвище — улица Морг (по ассоциации с известным рассказом Эдгара Аллана По «Убийство на улице Морг» и одноимённым фильмом), или на немецкий манер — Морген-штрассе. К 1975 году для обеспечения работников Центральной клинической больницы 4-го Главного управления Министерства здравоохранения РСФСР (или Загородной больницы (ЦКБ), как она тогда называлась) активизировалось жилищное строительство, что несколько скрасило местность вдоль проезжей части и наименование «Морг» исчезло, тем не менее оставив в памяти название «Морген-Штрассе», что упоминалось с юмором, так как 90 процентов жителей этой улицы являлись работниками ЦКБ и каждый из них в детстве или юности знал последнюю войну, в силу чего пронемецкое название было естественно. В том же году улица была названа именем Маршала Тимошенко. Однако после череды смен глав Советского государства и иных высокопоставленных лиц начиная с 1982 года улица получила дополнительное устное наименование — «Последний путь» в связи с частым отправлением кортежей «последнего пути» от вновь построенного на этой улице ритуального комплекса ЦКБ (нового морга). С момента постройки нового ритуального комплекса ЦКБ местные жители, вероятно, являлись самыми первыми получателями новостей о кончине того или иного лидера Советского или Российского государства, так как могли наблюдать в сохранившихся от постройки домов лесопарках вдоль улицы строгих мужчин в кожаных куртках и плащах, прогуливавшихся парами за день-два до официального вывоза тела, причем вдоль всей улицы. С 1994—1997 годов ритуальный комплекс принимает всех желающих, но иногда при особых случаях перекрывается вся улица. Тем не менее до 2012 года, несмотря на то, что примерно 70 % жителей этой улицы, в силу естественной убыли и иных причин, обновилось, народное наименование улицы остается прежним — Морген-штрассе или Последний Путь.

## Здания и сооружения
По нечётной стороне:
- № 7 — жилой дом;
- № 9 — жилой дом;
- № 19 — ФГОУ «Медицинский колледж» Управления делами Президента Российской Федерации;
- № 25 — морг Центральной клинической больницы.

По чётной стороне:
- № 34, 36, 38, 40, 44, 46 — жилые дома.

## Транспорт
- Станции метро: «Молодёжная», «Крылатское».
- Автобус: 251, 251к.